# The Rebel Media
The Rebel Media (stilizat ca TheREBEL.media și prescurtat ca The Rebel) este o platformă media canadiană de politică de dreapta, precum și de știri online, fondată în februarie 2015 de fostul jurnalist al Sun News Network, Ezra Levant. Fostul reporter al revistei Sun News Network, Brian Lilley, și fostul reporter al Sun News, Faith Goldy, s-au alăturat mai târziu. Gavin McInnes este, de asemenea, un contribuitor.
Rebel Media difuzează conținutul său și pe canalul său de YouTube – Rebel Media, care are peste 720.000 de abonați (în mai 2017).

## Show-uri
The Rebel are câteva show-uri, inclusiv: 
- The Ezra Levant Show
- On The Hunt with Faith Goldy
- Culture Wars with Tiffany Gabbay
- How's It Goin', Eh? with Gavin McInnes
- The Sensible Environmentalist

## Legături externe
- Pagină web
- The Rebel Media pe YouTube
- The Rebel Canada pe YouTube
- The Rebel Edge pe YouTube